# Death on Demand
Pour plus de détails, voir Fiche technique et Distribution.
Death on Demand est un film d'horreur américain réalisé par Adam Matalon, sorti en 2008.

## Fiche technique
- Titre : Death on Demand
- Réalisation : Adam Matalon
- Scénario : Adam Matalon, Kevin Burke, Brian O'Hara
- Production : Kevin Burke, Adam Matalon, Sarah Matalon, Esther Raphael
- Sociétés de production :
- Musique : Adam Blau
- Pays de production :  États-Unis
- Langue originale : Anglais américain
- Genre : Horreur
- Lieux de tournage : Peekskill, État de New York, États-Unis
- Durée : 1 h 30
- Date de sortie :
  - États-Unis: 8 juillet 2008

## Distribution
- Jerry Broome : Sean McIntyre
- Suzannah Lawson Matalon : Ruth Gordon
- Bridget Megan Clark : Bridget (as Bridget Clark)
- Daphne Ciccarelle : Daphne
- Hilary Greer : Gretchen McIntyre
- Elisabeth Jamison : Darla
- Dan Falcone : Richard DeNola
- Terron Jones : Peter
- Joseph Pensabene : Cameraman
- Sara Christal : Haydn
- Josh Folan : Biff
- Brandon Goins : Brad
- Anne McDaniels : Tammy
- Ralph Bernard : Larry DeNola
- Krista Grotte : Velvet Luv
- Justin Scutieri : Max the Viking

## Anecdotes
Bien que ce soit un film d'horreur, le film contient une scène érotique saphique entre Sara Christal et Krista Grotte.